# Assedio di Civitella del Tronto
L'assedio di Civitella del Tronto (1860-1861) fu uno scontro del Risorgimento, l'ultima battaglia che vide contrapposte le truppe dell'esercito sabaudo e quelle dell'esercito delle Due Sicilie, conclusosi tre giorni dopo la proclamazione del Regno d'Italia.

## La situazione del regno meridionale
Il 9 settembre 1860 la rivolta unitaria si propaga nel territorio teramano e ovunque si dichiara decaduto il Governo Borbonico. Da Teramo il comandante delle armi della Provincia esorta la fortezza a uniformarsi col governo provvisorio. Il giorno seguente l'anziano maggiore Luigi Ascione, a capo della fortezza considerata piazza di seconda classe, rifiuta la proposta e decreta lo stato d'assedio. La fortezza è presidiata da due compagnie del 3º Reggimento di gendarmeria comandate dal capitano Giuseppe Giovine, volontari e artiglieri costieri per un totale variabile secondo le fonti da 450 a 650 uomini ed Ascione è un richiamato della fanteria sedentaria (quindi non della fanteria di linea, i reparti più potenti e addestrati), affiancato dal maggiore Salvatore Salinas e dall'aiutante maggiore capitano Giovanni Raffaele Tiscar, proveniente dal XII reggimento cacciatori; l'artiglieria a sua disposizione è un insieme di vecchi pezzi ad anima liscia tra i quali 20 cannoni, tre obici, due mortai e una colubrina rinascimentale del museo. Sei giorni dopo la fortezza di Pescara si scioglie e il 29 settembre anche quella di Ancona. Il 21 ottobre alcuni seguaci dei Borbone danno vita ad una cruenta rivolta che porterà al bombardamento di Campli ed alla requisizione di animali e viveri. Il 2 novembre anche Capua cade.

## I primi attacchi dell'esercito sabaudo
Il primo colpo di cannone, seppur di sortita, viene sparato il 26 ottobre 1860 dando così inizio all'assedio. Il 9 novembre 1860 la Legione Sannita dichiara lo stato di blocco della fortezza e occupa Ripe, Piane, Fucignano e Passo. Il 13 novembre il tenente colonnello Curci invitò ad una resa pacifica la fortezza ma Ascione, in attesa di notizie sul Garigliano, rifiuta.
Il 6 dicembre 1860, dopo diversi insuccessi, l'esercito piemontese, costituito soprattutto da volontari, si ritira unilateralmente dalle montagne circostanti il paese; il generale Ferdinando Pinelli giunge nella frazione di Ponzano, in aiuto dell'indebolito esercito sabaudo, con diverse compagnie di fanteria ed un consistente reparto di artiglieria, e con queste forze lo scontro riprende ancor più duramente dopo il terzo rifiuto di resa del maggiore Ascione, non fidatosi della parola del nemico. Dal 10 al 17 dicembre riprendono, ininterrotti, i colpi di artiglieria. In fortezza non ci sono né morti né feriti e al 31 dicembre erano 551 i borbonici a fronte dei 1170 assedianti.
L'8 gennaio 1861 Civitella del Tronto, insieme a Gaeta, sottoscrive un armistizio di otto giorni durante i quali Ascione incontra più volte il maggiore piemontese Belli. Dalla fortezza, intanto, il capitano borbonico Giovine invia al re una relazione negativa sull'operato di Ascione.
Il 15 gennaio 1861 l'esercito sabaudo viene totalmente sostituito da truppe regolari e l'iniziale semi-disfatta fu principalmente un problema di politica estera del governo Cavour IV. Finita la tregua Ascione chiede altri giorni per ricevere istruzioni dal suo comando ma il generale Pinelli, alquanto infastidito, rifiuta la proposta. Il 1º febbraio da Gaeta, con un dispaccio borbonico, la guarnigione viene promossa di un grado e Giovine viene nominato colonnello e comandante di Civitella. In segno di ripresa Pinelli emette alcuni durissimi bandi contro gli stessi civili che suscitano tali proteste da costringere il governo regio a sollevarlo dall'incarico, mandando a dirigere le operazioni il generale Luigi Mezzacapo, ex ufficiale dell'artiglieria borbonica e maggior generale nell'esercito della Repubblica romana nel 1849.
Con l'arrivo di Mezzacapo, artefice della capitolazione della fortezza di Gaeta, comincia presso il forte di Civitella del Tronto una disputa fra quelli intenzionati ad arrendersi e quelli intenzionati a continuare la difesa del forte; a prevalere sono questi ultimi, che nello stesso tempo dimostrano tanta tenacia da poter influenzare anche gli abitanti civitellesi.

## Il bombardamento
Il 15 febbraio 1861 il generale Luigi Mezzacapo ordina un violentissimo bombardamento; nonostante gli evidenti danni la fortezza non dà cenno di resa. Con la resa della Cittadella di Messina, il 12 marzo 1861, l'esercito sabaudo si concentra maggiormente su Civitella del Tronto.
Il 17 marzo 1861, a Torino, Vittorio Emanuele II viene incoronato Re d'Italia con lo scontro di Civitella del Tronto ancora in corso. Viene ordinato un ulteriore rafforzamento del dispositivo d'assedio e, contemporaneamente, il generale borbonico Giovan Battista Della Rocca viene fatto entrare entro le mura di cinta, recando ai difensori il messaggio da Roma di Francesco II di deporre le armi, a seguito della resa il 13 febbraio della fortezza di Gaeta. Della Rocca non viene creduto e lo scontro continua.

## La resa

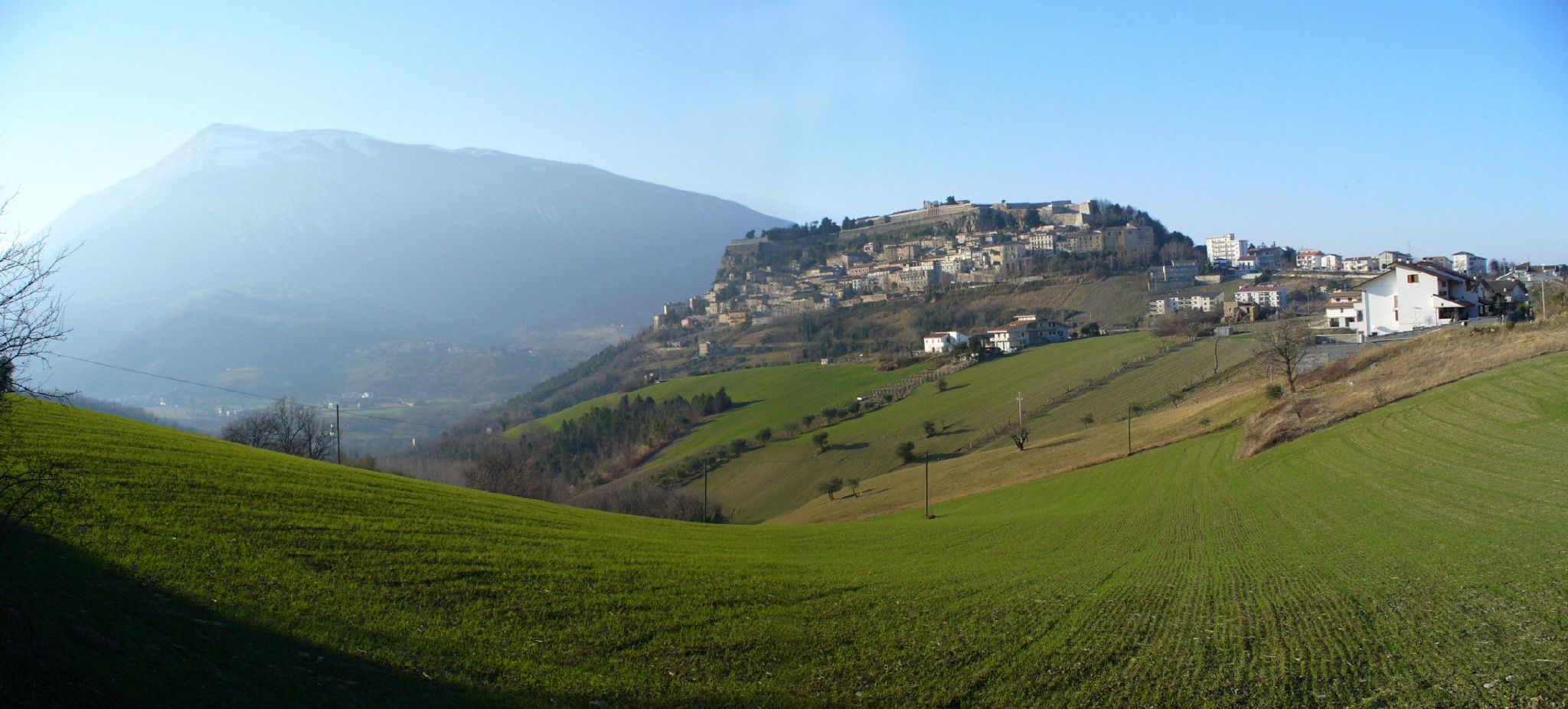
Il colle di Civitella, che domina il paesaggio, sormontato dalla fortezza

Dopo tre giorni di bombardamenti, alle ore 11:00 del 20 marzo 1861, il maggiore Giovanni Raffaele Tiscar espone la bandiera bianca e proclama la resa a nome dell'intera guarnigione. Tiscar, vice-comandante del forte, firma la capitolazione congiuntamente al tenente colonnello dell'armata sarda Emilio Pallavicini. Alle ore 13:45 il sergente Messinelli, accusato di non aver obbedito agli ordini di resa del suo re Francesco II di cui era stato latore il generale Giovan Battista Della Rocca, viene portato fuori Porta Napoli e fucilato senza processo. I 291 soldati sopravvissuti vengono portati come prigionieri di guerra ad Ascoli Piceno, è diffuso alla popolazione l'ordine di non insultarli poiché avevano fatto il loro dovere. Alle ore 17:00 lo stato maggiore sardo entra in Civitella del Tronto e nel forte viene issata la bandiera sabauda, salutata da 21 colpi di cannone. Dopo la resa, riferita il 21 marzo da Cavour alle corti inglese e francese, il 22 marzo il ministro della Guerra Manfredo Fanti ordina la distruzione della fortezza e della cinta muraria della città come monito per i briganti. La fortezza resterà in stato di abbandono per più di un secolo.